# 和逢堯
和逢尧（?—?），唐朝岐州岐山（今陕西省岐山县）人。
武则天时，他背着鼎到朝廷上书，称愿意帮助天子调和百事。有司责备他：“昔日夏桀不道，伊尹负鼎于商汤；现今天子圣明，百司和谐，需要什么调和？”和逢尧不能回答，被流放庄州。十余年后，举进士高第，擢升为监察御史。唐睿宗时，后突厥可汗默啜请娶公主和亲，和逢尧以御史中丞摄鸿胪卿充使复命。默啜派遣大臣对他说："敕书上说送金镂鞍，现在检查出来是银胎金涂，岂能是天子之意，应该是使者换掉。如此虚假，公主必然不是真的。请还信物，罢和亲之事。"于是策马而去。和逢尧大呼，命左右让他回来，说：“我大国使者，不听我解释，我马上就走。汉法重女婿，送鞍只取平安长久之义，何必以金银区分高低？果真如此，是可汗贪金而轻银，岂是重人贵信？”默啜听说后，说：“汉人使者来我国的很多，都不敢如此，他不可轻视。”于是设宴备礼。和逢尧对可汗说：“当今天子原来是单于都护，想和可汗通旧好，可汗当向风慕义，穿着冠冕，在诸蕃中获取尊重。”默啜于是裹头束发穿紫衣，南面再拜称臣，派遣儿子入朝。和逢尧出使有功，擢升为户部侍郎。因为和逢尧和太平公主亲善，贬为朗州司马，开元年间，官至柘州刺史，在官任上去世。和逢尧诙谐诡诈，但是在唐朝和逢尧作为使者是值得称道的。